# عذرة بن عبدالله الفهری
عذره بن عبدالله الفهری (عربی: عذرة بن عبدالله الفهري) هشتمین والی اموی اندلس بوده است.
وی از ژانویه تا مارس ۷۲۶ میلادی حکومت کرده و پس از شش ماه یحیی بن سلامه الکلبی جانشین وی شده است.